# Damian Mori
Damian Andrew Mori (ur. 30 września 1970 w Melbourne) – australijski piłkarz, grający na pozycji napastnika w australijskim klubie piłkarskim, Adelaide City.

## Kariera piłkarska
Damian Mori rozpoczął swoją karierę w 1989 roku, kiedy to zadebiutował w barwach klubu South Melbourne. Rozegrał w tym klubie dwadzieścia trzy spotkania, strzelając w nich pięć bramek. Rok później, w 1990 roku Mori zdecydował się przejść do Sunshine George Cross. Tam także grał rok. W klubie Sunshine strzelił cztery gole w dwudziestu czterech meczach. W 1991 roku Mori grał dla kolejnego australijskiego klubu. Tym razem był to Melbourne Knights. Jednak po roku gry znowu zmienił klub. W Melbourne Knights wystąpił w dwudziestu sześciu meczach i strzelił w nich jedenaście bramek. W 1992 roku Mori grał dla Adelaide City Force. Grał w tym klubie jednak pięć lat. Strzelił siedemdziesiąt dwie bramki w stu dwudziestu pięciu spotkaniach i w 1997 roku przeszedł do niemieckiej Borussii Mönchengladbach, jednak po sześciu spotkaniach wrócił do Adelaide City Force. Po powrocie z Niemiec Damian Mori wystąpił w barwach Adelaide dziewięćdziesiąt jeden razy i strzelił pięćdziesiąt sześć goli. W 2000 roku Mori zdecydował się przejść do kolejnego klubu w swojej karierze. Był to Perth Glory. Tutaj Mori zatrzymał się na sześć lat, przez które wystąpił w stu dwudziestu dziewięciu meczach i strzelając osiemdziesiąt cztery bramki. W 2006 roku Australijczyk przeszedł znów do Adelaide City. Rozegrał tam osiemnaście spotkań, strzelił trzynaście bramek i jeszcze w tym samym roku zmienił klub na Central Coast Mariners. W tym klubie Mori rozegrał osiem meczów i strzelił sześć bramek. Jeszcze w 2006 roku zmienił klubowe barwy, tym razem na Queensland Roar, w którym wystąpił szesnaście razy i strzelił osiem goli. W 2007 roku Damian Mori powrócił do klubu Adelaide City i gra w nim do dziś z numerem 7.
Damian Mori wystąpił w piłkarskiej reprezentacji Australii 45 razy. Strzelił w niej 29 bramek, co jest rekordem reprezentacji Australii. Zadebiutował on 4 września 1992 roku przeciwko reprezentacji Wysp Salomona.